# 奥克蘭自行車協會

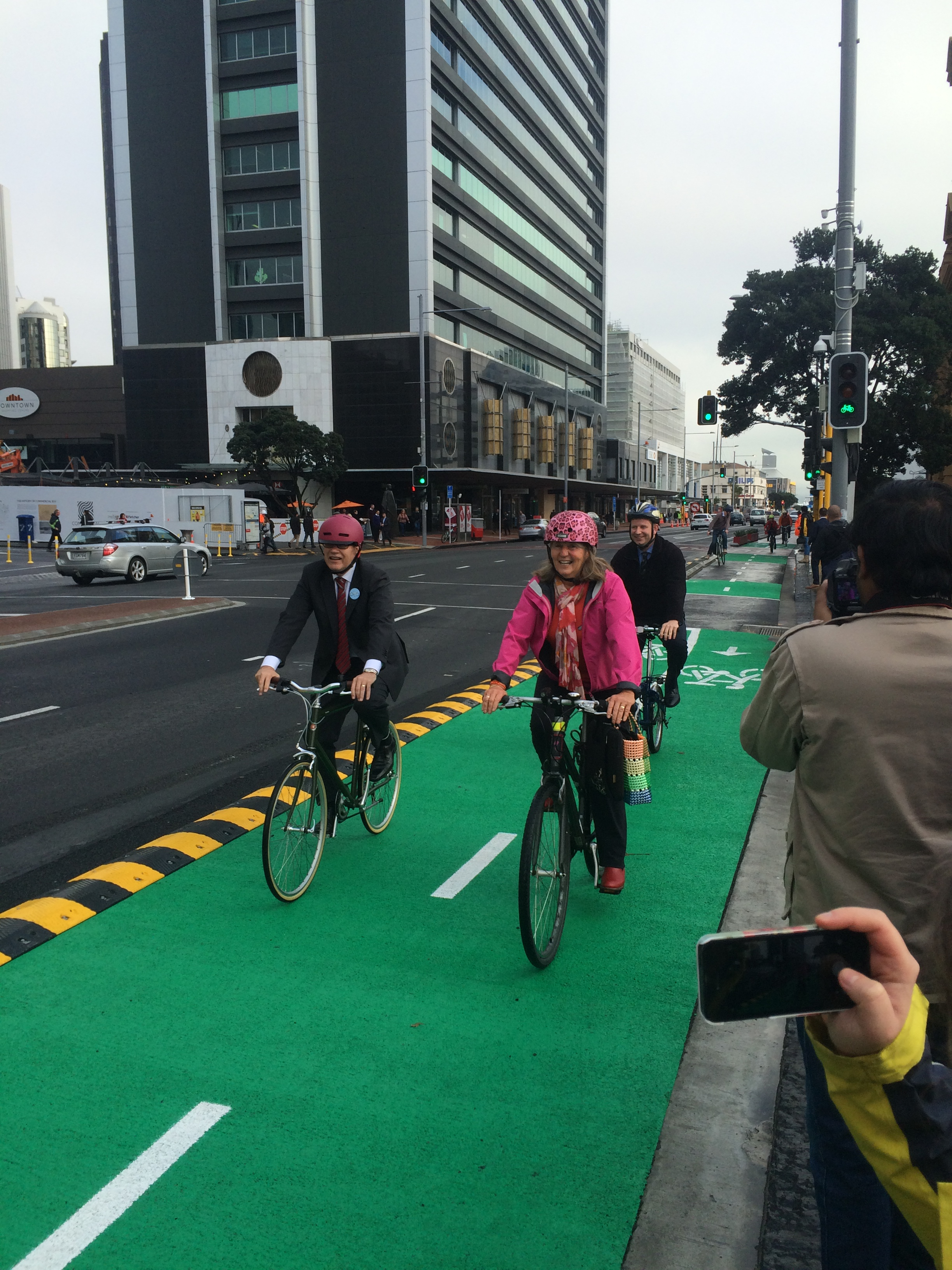
前奥克蘭自行車協會主席芭芭拉·卡斯伯特 (Barbara Cuthbert) 出席自行车道开幕式

奥克蘭自行車協會（英語：Bike Auckland、Bike AKL），前身为奥克蘭自行車行動（Cycle Action Auckland，CAA），是紐西蘭奧克蘭倡導推廣自行車的組織。該協會目標改善當地基礎建設與改變大眾對自行車的觀念，進而鼓勵大眾在日常生活中騎自行車。
该组织隶属自行车行动网路，重点关注紐西蘭最大的城市奥克兰。该组织呼吁政府在自行车基础设施、安全措施上投入更多資金。

## 倡議
奥克蘭自行車協會的作為包含與奧克蘭理事會合作，改善奧克蘭市內自行車道與騎手的安全。或與紐西蘭交通局合作，監督國內各地自行車道的建造與修繕。
2010年初，北岸市民發起連署要求拆除一湖邊自行車道，並獲得超過2,000人簽名。奥克蘭自行車行動後發起規模更大的反連署，並提供專家意見證明該車道應被保留。最終成功保留自行車道，議會也在日後的道路升級工程中納入更多自行車相關改善措施。
在2010年至2011年間，該協會提案參與水景公路計畫的獨立審議程序，與與相關單位一同參與討論。審議小組稱讚奥克蘭自行車協會的證詞和提案「詳盡」且「深思熟慮」。最終，審議小組接受了支持將自行车道納入公路計畫的論點，並撥出800萬紐西蘭元預算用於建設。
2012年至2015年間，該協會致力推動將舊有的納爾遜街高速公路匝道改建為新的人行、自行車道，納爾遜街自行車道於2015年底正式啟用。
協會另一個長期目標是推動在奧克蘭海灣大橋上建立自行車道，以連接目前僅能以渡輪移動的北岸與奧克蘭市中心，目前僅能透過渡輪攜車通行。

### 參與活動
奥克蘭自行車協會定期与奧克蘭交通局開會，討論市內自行车基础设施的議題，並支持Frocks on Bikes、Biketober等多個相關活動、團體。
2011年，該協會與奧克蘭交通局及紐西蘭交通局共同舉辦「TelstraClear Challenge」自行車賽與社區自行車節，包含騎行穿越奧克蘭海港大橋和北方公車道。
在2024年11月17日的世界交通事故受害者紀念日上，該協會在奧克蘭市中心廣場設置「幽靈單車藝術裝置」（Ghost Bike Art Installation），共展出59輛幽靈單車，象徵過去5年間死於紐西蘭道路交通事故的59條人命。

### 自行車地圖繪製
2000年代後期，該協會與奧克蘭區域交通局合作，製作一套奧克蘭地區完整自行車地圖。此外，他們也與渡輪公司富勒斯集團合作，為怀希基岛製作了相應的騎行地圖。

## 另見
- 奧克蘭自行車文化（英语：Cycling in Auckland）
- 自行车行动网路（英语：Cycling Action Network）